# Parmaladera
Parmaladera är ett släkte av skalbaggar. Parmaladera ingår i familjen Melolonthidae.
Kladogram enligt Catalogue of Life:
| Parmaladera | \| \| Parmaladera grisea \| \| \| \| \| \| Parmaladera taiwana \| \| \| \| |
|             | \| \| Parmaladera grisea \| \| \| \| \| \| Parmaladera taiwana \| \| \| \| |
|             | Parmaladera grisea                                                         |
|             |                                                                            |
|             | Parmaladera taiwana                                                        |
|             |                                                                            |